# Real Fuerza Aérea Rumana
La Real Fuerza Aérea Rumana (en rumano: Forțele Aeriene Regale ale României, FARR) o simplemente Fuerza Aérea Rumana (Forțele Aeriene Române, FAR) es el nombre que recibió la Fuerza aérea del Reino de Rumania entre 1941 y 1944, durante la Segunda Guerra Mundial.

## Historia
En 1913 nació el antecesor de la actual fuerza aérea de Rumanía bajo la denominación de "Aeronáutica Militar Rumana". Tras el comienzo de la Segunda Guerra Mundial, coincidiendo con el establecimiento de la dictadura de Ion Antonescu y la alianza con la Alemania nazi, en 1941 la aviación militar cambió su denominación y sus marcas distintivas. La situación cambiaría drásticamente tres años después cuando la derrota de las Potencias del Eje era una evidencia y un golpe de Estado puso fin a la cooperación rumana con Hitler.
Además de las importaciones de aviones y equipo del extranjero (especialmente de Alemania o Italia), el equipamiento de la Fuerza Aérea Rumana en buena parte estaba suplido por la industria aeronáutica nacional, que durante toda la Segunda Guerra Mundial produjo alrededor de 1.333 aviones.

## Ases del aire de la Real Fuerza Aérea Rumana

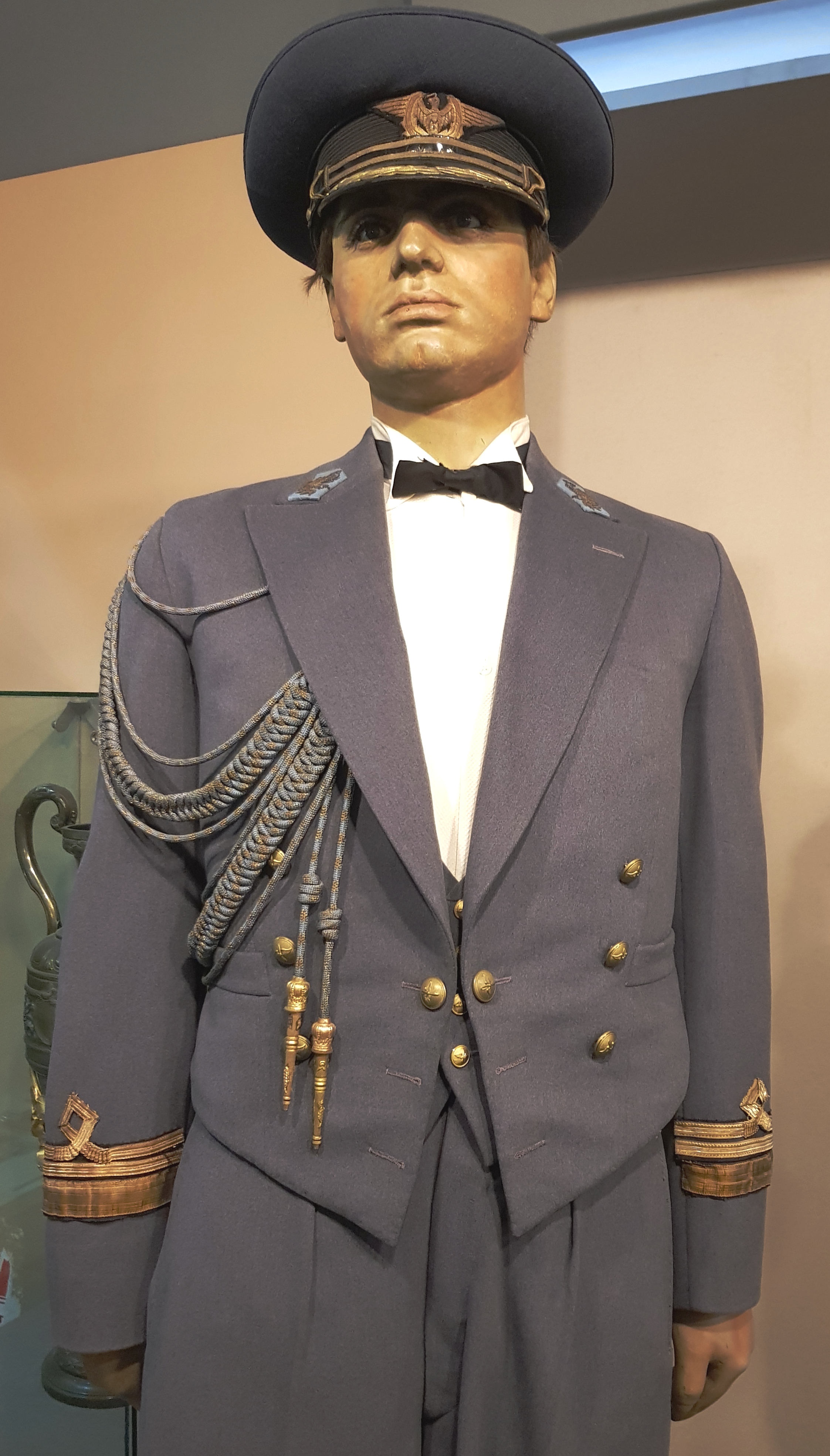
Uniforme de un Jefe de ala (“Căpitan-Comandor”) 1930-40.

- Horia Agarici
- Constantin Cantacuzino
- Cristea Chirvăsuţă
- Ion Di Cesare
- Tudor Greceanu
- Ioan Maga
- Ioan Mălăcescu
- Ion Milu
- Ioan Mucenica
- Constantin Lungulescu
- Alexandru Şerbănescu
- Daniel Vizanty

## Estructura

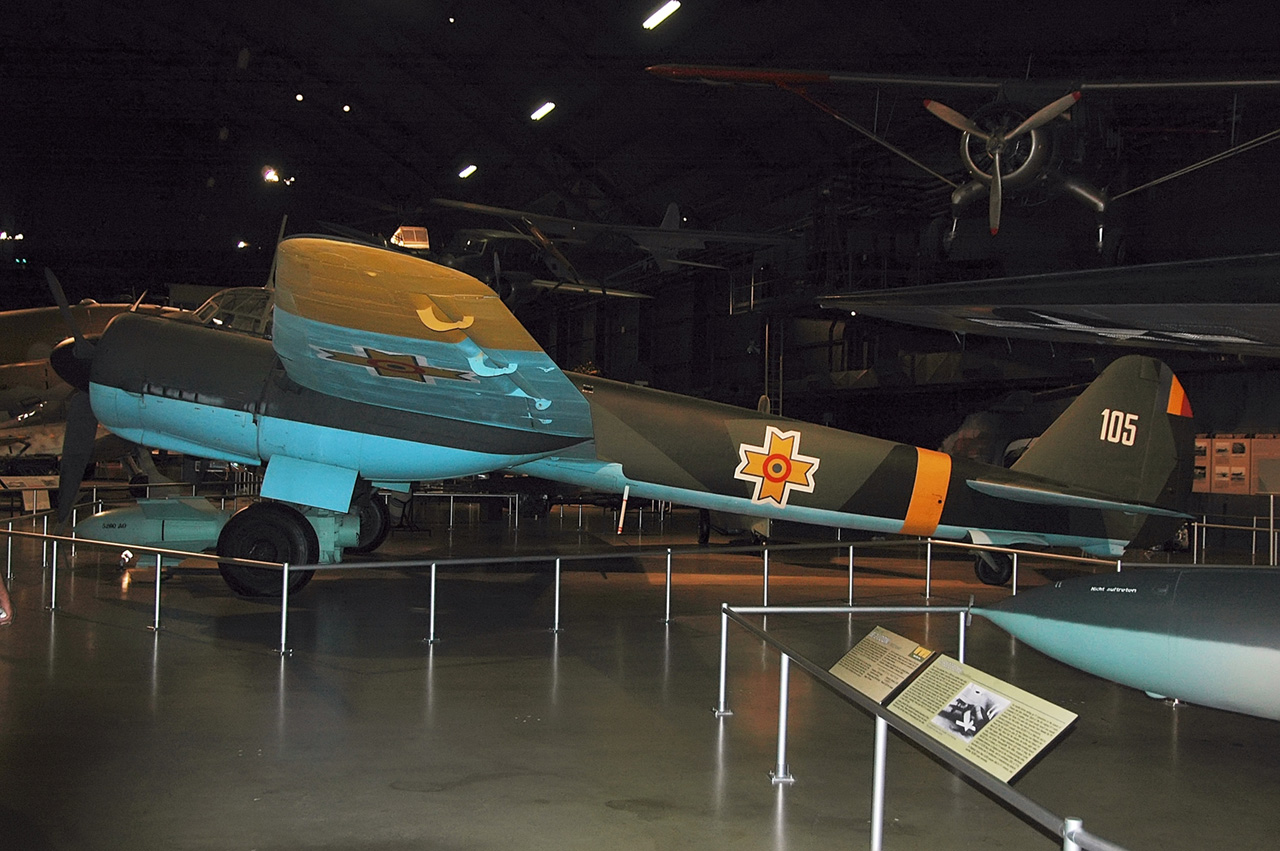
Un Junkers Ju 88 preservado en el Museo Nacional de la Fuerza Aérea de Estados Unidos, pintado con los distintivos rumanos usados durante la Segunda Guerra Mundial

- Grupul 3.º Picaj, Corpul 2.º Aerian, Luftflotte 4, Frente sur de Rusia, Invierno de 1943-44.
- Grupul 3.º Picaj, Corpul 1.º Aerian, Cioara-Dolcesti, Rumania, agosto de 1944; bajo las órdenes de la Luftwaffe, Luftflotte Kommando 4 con jefatura en Debrecen, Hungría.
- 6.º Grupo caza
- 7.º Grupo caza
- 8.º Grupo caza (1941–1943)
- 9.º Grupo caza
- 5.º Grupo bombardero

## Fabricantes de aviones
- Societatea Pentru Exploatări Tehnice (SET), 1923, Bucarest
- Industria Aeronautică Română (IAR), 1925, Braşov
- Întreprinderea de Construcții Aeronautice Românești (ICAR), 1932, Bucarest

Aviones construidos bajo licencia foránea
- Heinkel He 111 H (30 ejemplares en Brasov)
- Messerschmitt Bf 109G (15 109G-4a y 60 109G-6a ejemplares IAR construidos en Brasov (1944-1947))
- Savoia-Marchetti SM.79JR (76 ejemplares en Brasov)
- PZL P.11f (80 ejemplares por IAR)
- PZL P.24E (50 ejemplares por IAR)
- ICAR 36 (Diseño basado en el Messerschmitt M 36) (5 ejemplares por IAR)

## Aviones empleados

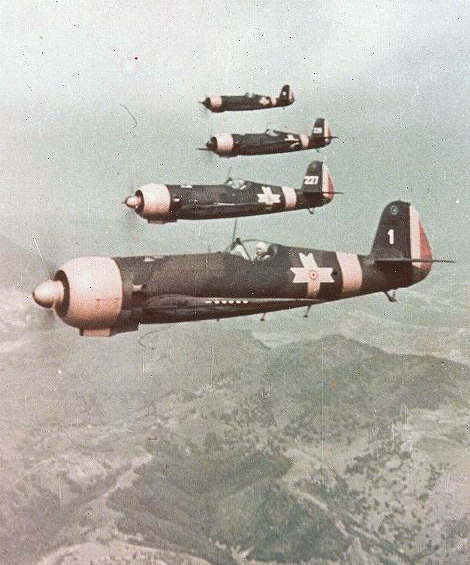
Cuatro IAR 80 en formación.

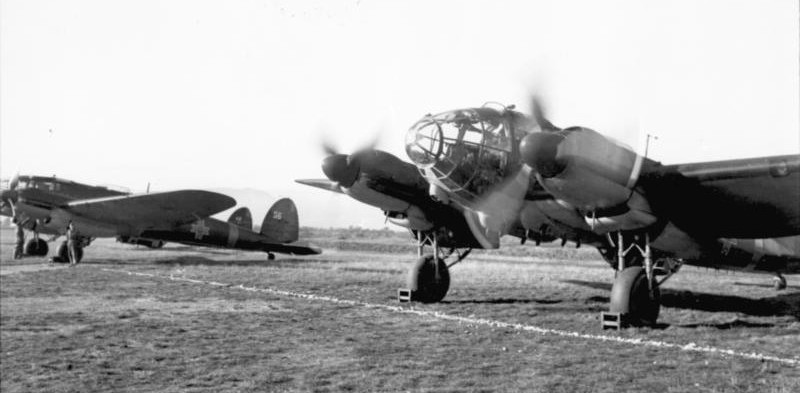
Heinkel He 111 rumanos (1942).

| Avión                      | Modelo                  | País           | Tipo                                               |
| -------------------------- | ----------------------- | -------------- | -------------------------------------------------- |
| Arado Ar 66                | C                       | Alemania nazi  | Biplano de entrenamiento                           |
| Arado Ar 196               | A-3                     | Alemania nazi  | Hidroavión de reconocimiento                       |
| Avia BH-25                 | J                       | Checoslovaquia | Avión de transporte                                |
| Bloch MB.210               | BN5                     | Francia        | Bombardero medio                                   |
| Bristol Blenheim           | Mk.I                    | Reino Unido    | Bombardeo ligero                                   |
| CANT Z.501                 |                         | Italia         | Hidroavión de reconocimiento.                      |
| de Havilland Dragonfly     |                         | Reino Unido    | Avión de transporte                                |
| de Havilland Dragon Rapide |                         | Reino Unido    | Avión de transporte                                |
| Dewoitine D.27             |                         | Francia        | Avión de caza                                      |
| Fieseler Fi 156            | C-2                     | Alemania nazi  | Avión de reconocimiento                            |
| Focke-Wulf Fw 44           | C                       | Alemania nazi  | Avión de reconocimiento                            |
| Focke-Wulf Fw 58           | C                       | Alemania nazi  | Avión de transporte/ambulancia                     |
| Focke-Wulf Fw 189          | A-1/2                   | Alemania nazi  | Avión de reconocimiento                            |
| Focke-Wulf Fw 190          | A-8/F-8                 | Alemania nazi  | Avión de caza                                      |
| Gotha Go 242               | A-1                     | Alemania nazi  | Planeador de transporte                            |
| Hawker Hurricane           | Mk. I                   | Reino Unido    | Avión de caza                                      |
| Heinkel He 111             | E-3/H-3/H-6/H-20        | Alemania nazi  | Bombardero medio                                   |
| Heinkel He 112             | B-1/B-2                 | Alemania nazi  | Avión de caza                                      |
| Heinkel He 114             | A-2                     | Alemania nazi  | Hidroavión de reconocimiento                       |
| Henschel Hs 129            | B-2                     | Alemania nazi  | Avión de ataque terrestre                          |
| IAR-Potez 25               |                         | Rumania        | Avión bombardero de reconocimiento                 |
| IAR-14                     |                         | Rumania        | Avión de caza                                      |
| IAR-15                     |                         | Rumania        | Avión de caza                                      |
| IAR-22                     |                         | Rumania        | Avión de entrenamiento                             |
| IAR-37                     |                         | Rumania        | Avión de reconocimiento/bombardero                 |
| IAR-38                     |                         | Rumania        | Avión de reconocimiento/bombardero                 |
| IAR-39                     | A/B                     | Rumania        | Avión de reconocimiento/bombardero ligero          |
| IAR-79                     | IAR JR79B/ IAR JRS 79B1 | Rumania        | Bombardero/Avión de reconocimiento                 |
| IAR-80                     | A/B/c                   | Rumania        | Avión de caza                                      |
| IAR-81                     | A/B/C                   | Rumania        | Bombardero en picado                               |
| Junkers W 34               | H                       | Alemania nazi  | Avión de transporte                                |
| Junkers Ju 52              | 3mg7e                   | Alemania nazi  | Avión de transporte                                |
| Junkers Ju 87              | D-3/D-5                 | Alemania nazi  | Bombardero en picado                               |
| Junkers Ju 88              | A-4/D-1                 | Alemania nazi  | Bombardero medio                                   |
| Klemm Kl 35                | D                       | Alemania nazi  | Avión de entrenamiento                             |
| Messerschmitt Bf 108       | B                       | Alemania nazi  | Avión de transporte                                |
| Messerschmitt Bf 109       | E-3/E-4/E-7/G-2/G-4/G-6 | Alemania nazi  | Avión de caza                                      |
| Messerschmitt Bf 110       | C/D/F                   | Alemania nazi  | Cazabombardero                                     |
| Nardi FN.305               |                         | Italia         | Entrenador                                         |
| Potez 540                  | 543                     | Francia        | Avión de reconocimiento/bombardero                 |
| Potez 630                  | 631/633                 | Francia        | Avión de reconocimiento/bombardero                 |
| Potez 650                  | 651                     | Francia        | Avión de reconocimiento/bombardero                 |
| PZL P.7                    |                         | Polonia        | Avión de caza                                      |
| PZL P.11                   | B/C/F                   | Polonia        | Avión de caza                                      |
| PZL P.24                   | E                       | Polonia        | Avión de caza                                      |
| PZL.23 Karaś               | A/B                     | Polonia        | Avión de reconocimiento/bombardero ligero          |
| PZL.37 Łoś                 | A/B                     | Polonia        | Bombardero medio                                   |
| Savoia-Marchetti SM.62     | bis                     | Italia         | Hidroavión de reconocimiento/transporte/bombardero |
| Savoia-Marchetti S.55      |                         | Italia         | Avión de reconocimiento/bombardero medio           |
| Savoia-Marchetti SM.79     | B/JR                    | Italia         | Bombardero medio                                   |
| STC SM62                   | Fabricado bajo licencia | Rumania        | Hidroavión de reconocimiento                       |
| SET 31                     |                         | Rumania        | Avión de entrenamiento                             |
| SET 7                      | 7A, 7K, 7H              | Rumania        | Hidroavión de entrenamiento y reconocimiento       |